# Seritia elegans
Seritia elegans är en plattmaskart som först beskrevs av Westblad 1953.  Seritia elegans ingår i släktet Seritia, och familjen Umagillidae. Arten är reproducerande i Sverige.